# Aphanisticus cochinchinae
Aphanisticus cochinchinae är en skalbaggsart som beskrevs av Jan Obenberger 1924. Aphanisticus cochinchinae ingår i släktet Aphanisticus och familjen praktbaggar.

## Underarter
Arten delas in i följande underarter:
- A. c. cochinchinae
- A. c. seminulum